# Рокаскаленя
Рокаскалѐня (на италиански: Roccascalegna) е село и община в Южна Италия, провинция Киети, регион Абруцо. Разположено е на 430 m надморска височина. Населението на общината е 1270 души (към 2014 г.).